# George Seifert
George Gerald Seifert (* 22. Januar 1940 in San Francisco, Kalifornien) ist ein ehemaliger US-amerikanischer American-Football-Trainer. Seifert war acht Jahre Head Coach der San Francisco 49ers in der National Football League (NFL) und gewann mit den 49ers dreimal den Super Bowl als Assistenztrainer und zweimal als Head Coach.

## Jugend/College
George Seifert wuchs in San Francisco auf, wo er auch die Highschool besuchte. Bereits in seiner Jugend war er Fan der San Francisco 49ers und arbeitete während der Spiele der 49ers als Platzanweiser in deren Spielstätte, dem Kezar Stadium. Von 1958 bis 1961 studierte er an der University of Utah und spielte dort unter Head Coach Ray Nagel bei den Utah Utes als Linebacker und Guard College Football. Zeitweise spielte er zusammen mit dem späteren Mitglied in der Pro Football Hall of Fame Larry Wilson.

## Trainerlaufbahn

### Collegetrainer
Im Jahr 1964 kehrte Seifert als Assistenztrainer an die University of Utah zurück, wechselte aber im folgenden Jahr als Head Coach an das Westminister College. Die Spielzeit an diesem College lief für ihn nicht erfolgreich und er schloss sich daraufhin als Assistenztrainer der University of Iowa an, die er ein Jahr später wieder verließ und bei der University of Oregon anheuerte. Von 1972 bis 1974 war er Assistent an der Stanford University. In den Jahren 1975 und 1976 trainierte er erfolglos die Mannschaft der Cornell University und kehrte danach an die Stanford University zurück, wo er Bill Walsh unterstützte. Walsh war ein Verfechter der West Coast Offense. Diese ursprünglich aus dem College Football stammende und von Sid Gillman in den Profibereich eingeführte Angriffsvariante basiert darauf, mit kurzen schnellen Passspielzügen die gegnerische Defense auseinanderzuziehen, um Lücken für das Laufspiel oder für lange Pässe zu schaffen. Der West-Coast-Offense blieb Seifert bis zum Ende seiner Laufbahn treu.

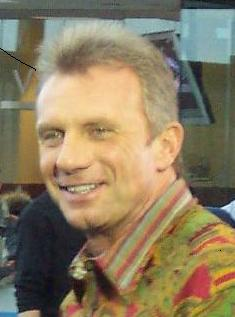
Joe Montana, 2006

Die in der Pacific-8 Conference beheimateten Stanford Cardinal waren unter der Federführung von Walsh ein erfolgreiches Team. Sie gewannen 1977 neun von zwölf Spielen. Im folgenden Sun Bowl gewannen die Cardinal mit 24:14 gegen die Louisiana State University. Auch im folgenden Jahr blieben die Cardinal erfolgreich, gewannen in der Regular Season acht von zwölf Spielen und besiegten im Bluebonnet Bowl die Mannschaft der University of Georgia mit 25:22. Walsh wechselte danach zu den San Francisco 49ers, Seifert folgte ihm ein Jahr später.

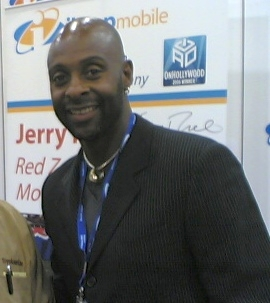
Jerry Rice, 2006

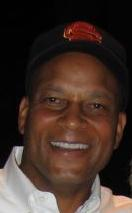
Ronnie Lott, 2006

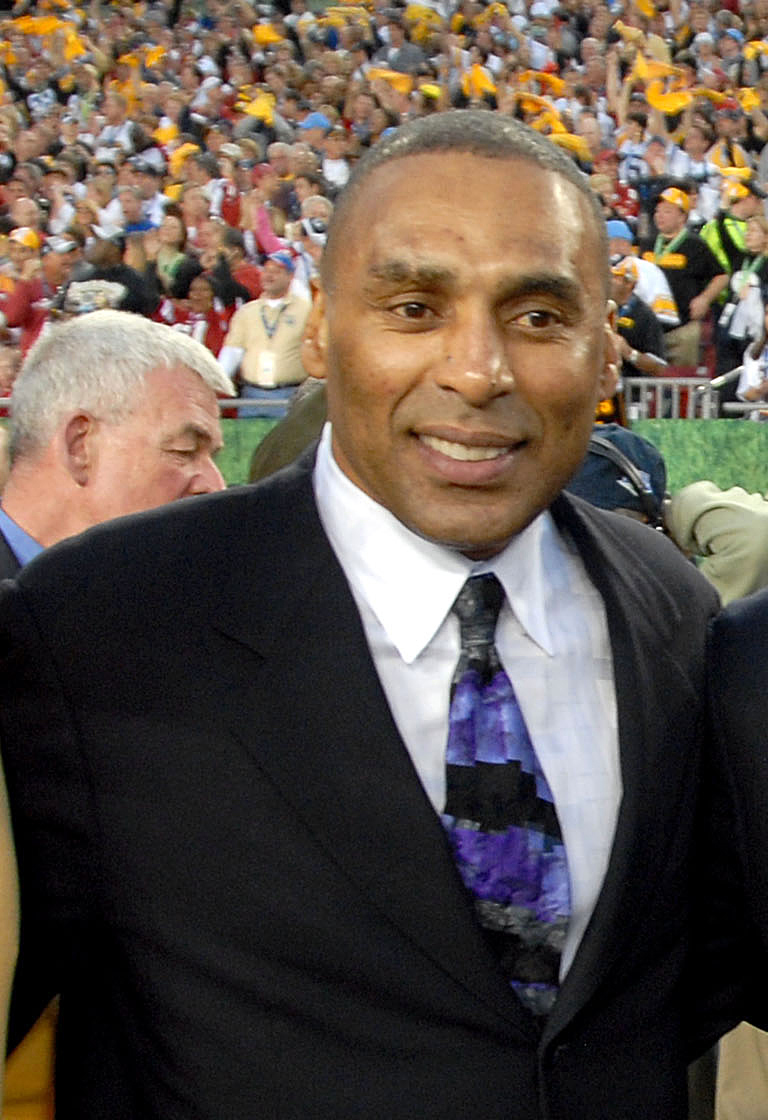
Roger Craig, 2009

### Assistenztrainer bei den San Francisco 49ers
In den Jahren vor der Übernahme des Head-Coach-Amtes durch Walsh waren die 49ers eine erfolglose Mannschaft. Daran sollte sich auch unter Bill Walsh zunächst nichts ändern. Walsh benötigte Unterstützung und hielt Seifert für die geeignete Person zunächst die Rückraumverteidigung der Mannschaft wieder in die Erfolgsspur zurückzuführen. Walsh selbst gelang es die West-Coast-Offense in San Francisco einzuführen, wobei es ihm gelungen war dazu geeignete Spieler, wie den Quarterback Joe Montana, den Runningback Roger Craig oder die Wide Receiver Jerry Rice und Dwight Clark an das Team zu binden. Auch die Defense wurde mit Spielern wie dem Cornerback Ronnie Lott deutlich verstärkt.
1981 stellte sich dann auch der erste Erfolg ein. Nachdem die 49ers in der Regular Season 13 von 16 Spielen gewannen, spielten sie im NFC Championship Game gegen die von Tom Landry trainierten Dallas Cowboys. Ihr 28:27-Sieg brachte den Einzug in den Super Bowl mit sich. Gegner im Super Bowl XVI waren die Cincinnati Bengals, die mit 26:21 geschlagen werden konnten. Der Rückraumverteidigung war es in dem Spiel gelungen zwei Pässe von Quarterback Ken Anderson abzufangen. Sie trug so entscheidend zum Sieg der 49ers bei.
Auch die Saison 1984 verlief für die 49ers äußerst erfolgreich. Seifert war mittlerweile als Defensive Coordinator für die gesamte Defense verantwortlich. Im NFC Championship Game standen den 49ers die Chicago Bears gegenüber. Die Defense von Seifert arbeitete herausragend. Insgesamt neunmal wurde der gegnerische Quarterback hinter der Line of Scrimmage zu Fall gebracht und ein Pass wurde abgefangen. Das Spiel endete 23:0 für die Mannschaft von Seifert. Damit konnte George Seifert in seinen zweiten Super Bowl einziehen, der mit einem 38:16-Sieg über die Miami Dolphins endete. Auch in diesem Endspiel überzeugte die Defense von Seifert. Zwei Pässe von Quarterback Dan Marino wurden abgefangen, viermal wurde er hinter der Line of Scrimmage getackelt.
Nach dem Endspiel blieben die 49ers ein Spitzenteam in der NFL, aber erst im Jahr 1988 gewann Seifert seinen nächsten Titel. Die Mannschaft gewann in der Regular Season zehn von 16 Spielen und traf im NFC Championship Game erneut auf die Chicago Bears. Die Bears mussten sich mit 28:3 geschlagen geben, wobei die Defense von Seifert den Bears lediglich einen Raumgewinn von 267 Yards ermöglichte, dem 406 Yards Raumgewinn durch die eigene Offense gegenüberstanden. Im Super Bowl XXIII standen die 49ers den Cincinnati Bengals gegenüber. Die Bengals konnten das Spiel lange Zeit ausgeglichen gestalten, verließen aber letztendlich mit einer 20:16-Niederlage das Spielfeld. An dem Sieg hatte die Defense erneut entscheidenden Anteil. Die Bengals erzielten lediglich einen Raumgewinn von 229 Yards, die 49ers erspielten sich dagegen 452 Yards.
Bill Walsh trat nach dem Gewinn von Super Bowl XXIII zurück und überließ das Amt des Head Coachs seinem bisherigen Assistenten George Seifert.

### Head Coach bei den San Francisco 49ers
Seifert führte die West-Coast-Offense bei den 49ers fort. Ihm gelang es unter anderem den ehemaligen Reservespieler Brent Jones im Laufe der nächsten Jahre zu einem Spitzenspieler auf der Position eines Tight Ends zu formen. Steve Young lief 1989 dreimal als Starting-Quarterback auf, konnte allerdings Joe Montana zunächst noch nicht als Stammspieler verdrängen.
Bereits in seinem Rookie-Trainerjahr holte sich Seifert damit seinen vierten Super Bowl. Das Team aus der Bay Area gewann 1989 14 von 16 Spielen und traf im NFC Championship Game auf die Los Angeles Rams. Das Spiel verlief einseitig, Montana gelangen zwei Touchdownpässe, die Defense fing drei Pässe ab und hielt die Offense der Rams bei einem Raumgewinn von 156 Yards. Diesem Wert standen 442 Yards Raumgewinn der 49ers gegenüber. Letztendlich verließen diese das Spielfeld mit einem 30:3-Sieg. Der Super Bowl XXIV verlief nicht weniger einseitig. Bei ihrer 55:10-Niederlage hatten die Denver Broncos nie eine wirkliche Möglichkeit das Spiel siegreich zu gestalten. Montana warf fünf Touchdownpässe, drei davon auf Jerry Rice und einen auf Brent Jones. Zwei Pässe von Quarterback John Elway konnten durch eigene Verteidiger gefangen werden, dieser musste zudem noch sechsmal hinter der Anspiellinie zu Boden.

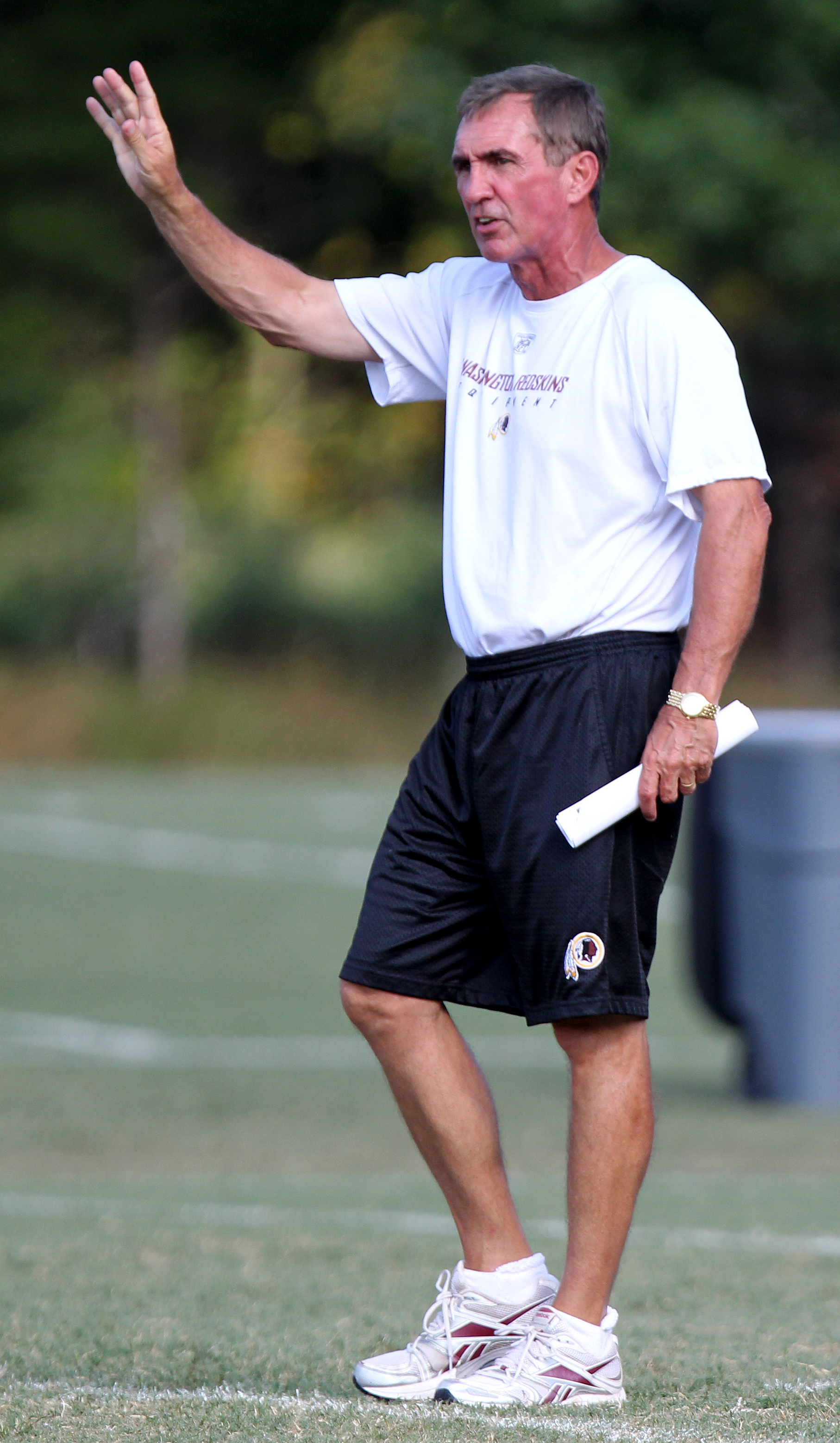
Mike Shanahan, 2011

In der Saison 1990 gewannen die 49ers wieder vierzehn Spiele in der Regular Season und galten als Titelfavorit. Sie verloren allerdings das NFC Championship Game mit 15:13 gegen die New York Giants. Im Jahr 1991 erfolgte dann ein Umbruch. Montana konnte aufgrund einer Verletzung nicht spielen und wurde durch Steve Young und Steve Bono ersetzt. Seifert konnte sich mit seiner Mannschaft nicht für die Play-offs qualifizieren. Die Saison 1992 verlief wieder deutlich besser. Vor dem Spieljahr war es gelungen, Mike Shanahan als Offensive Coordinator zu verpflichten. Nach erneut 14 Siegen in 16 Spielen unterlagen die 49ers im NFC Championship Game den Dallas Cowboys mit 30:20. An den Cowboys scheiterte Seifert auch im folgenden Jahr mit 38:21. 1994 gewann Seifert schließlich seinen fünften und letzten Super Bowl. Nach 13 Siegen in 16 Spielen stand sein Team im NFC Championship Game erneut den Dallas Cowboys gegenüber, die allerdings diesmal mit 38:28 als Verlierer den Platz verlassen mussten. Troy Aikman, Quarterback der Cowboys, wurde viermal hinter der Anspiellinie zu Boden gebracht und warf drei Interceptions. Steve Young gelangen zwei Touchdownpässe auf Ricky Watters und Jerry Rice. Die San Diego Chargers standen im Super Bowl XXIX den 49ers gegenüber. Young zeigte eine erstklassige Leistung, warf sechs Touchdownpässe und führte seine Mannschaft zu einem 49:26-Sieg.
Seifert trainierte noch zwei Jahre lang erfolgreich die 49ers. Nach der Saison 1996 gab er das Amt an Steve Mariucci ab.

### Head Coach bei den Carolina Panthers
1999 kehrte Seifert als Head Coach in die NFL zurück und betreute bis 2001 die Carolina Panthers. Seine letzte Saison bei dem Team aus Charlotte, North Carolina, verlief schlecht, ihm gelang nur ein Sieg. Nach der Saison wurde er entlassen.

## Ehrungen
George Seifert wurde nach seiner Laufbahn in die Bay Area Sports Hall of Fame und in die Ruhmeshalle der San Francisco 49ers aufgenommen.

## Quelle
- John Maxymuk, NFL Head Coaches: A Biographical Dictionary, 1920–2011, McFarland, 2012, ISBN 9780786492954